# José Juan Cadenas

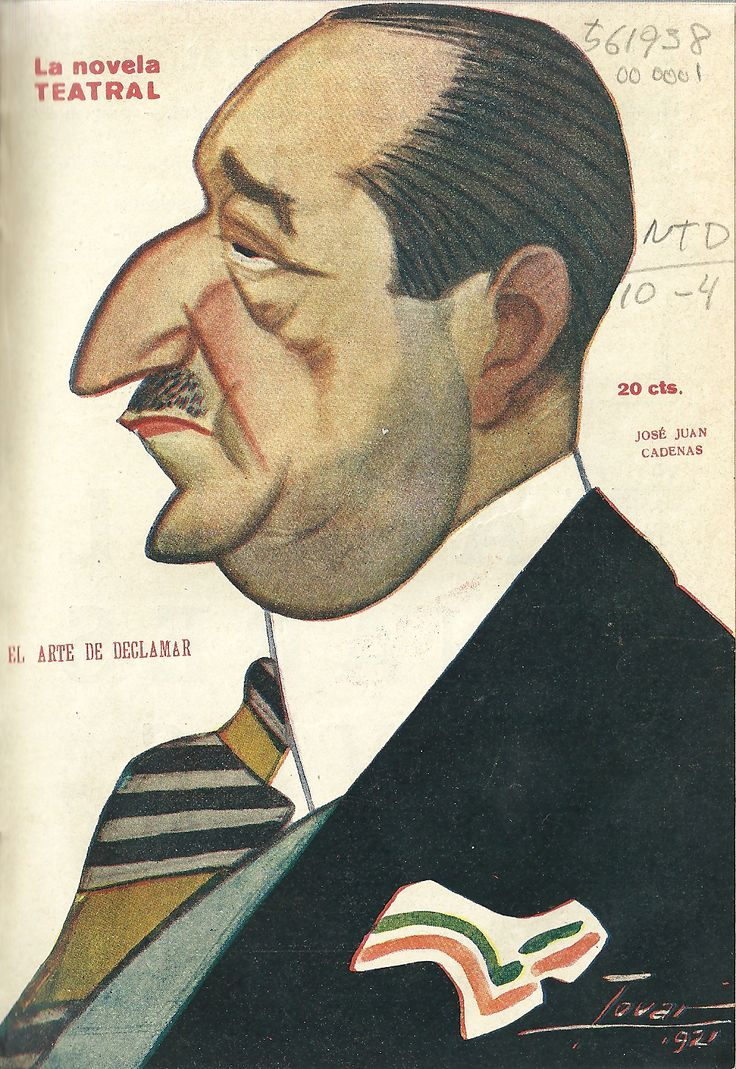
José Juan Cadenas

José Juan Cadenas, född 1872, död 1947, var en spansk skald och dramatiker.
Cadenas var i synnerhet framstående i género chico, i vilken genre han skrev sina flesta arbeten, exempelvis La dolora, La tragedia de Pierrot, Dona Inez de Castro, El famoso Colirón, El primer pleito, Los obreros, Los husares del Kaiser, al abánico de la Pompadour (1916). Andra arbeten av Cadenas är La vida alegre en Madrid (1905) och El corte del Kaiser.